# 爱农乡
爱农乡，是中华人民共和国黑龙江省齐齐哈尔市拜泉县下辖的一个乡镇级行政单位。

## 行政区划
爱农乡下辖以下地区：
中富村、爱农村、新士村、新业村、中家村、国民村、中起村、国平村、国太村、国乐村、国安村、中勤村、新展村和新功村。